# Rafał Kumorowski
Rafał Kumorowski es un deportista polaco que compitió en ciclismo en la modalidad de trials, ganador de 4 medallas en el Campeonato Mundial de Ciclismo de Montaña entre los años 2001 y 2009, y 4 medallas en el Campeonato Europeo de Ciclismo de Montaña entre los años 2005 y 2010.

## Palmarés internacional
| Campeonato Mundial | Campeonato Mundial         | Campeonato Mundial | Campeonato Mundial |
| Año                | Lugar                      | Medalla            | Competición        |
| ------------------ | -------------------------- | ------------------ | ------------------ |
| 2001               | Vail ( Estados Unidos)     | Medalla de oro     | Trials 20″         |
| 2004               | Les Gets ( Francia)        | Medalla de bronce  | Trials 20″         |
| 2008               | Val di Sole ( Italia)      | Medalla de plata   | Trials 20″         |
| 2009               | Camberra ( Australia)      | Medalla de plata   | Trials 20″         |
| Campeonato Europeo |                            |                    |                    |
| Año                | Lugar                      | Medalla            | Competición        |
| 2005               | Kluisbergen ( Bélgica)     | Medalla de bronce  | Trials 26″         |
| 2008               | Heubach ( Alemania)        | Medalla de oro     | Trials 20″         |
| 2009               | Zoetermeer ( Países Bajos) | Medalla de bronce  | Trials 20″         |
| 2010               | Melsungen ( Alemania)      | Medalla de bronce  | Trials 20″         |